# IIHF Hall of Fame
Die IIHF Hall of Fame ist eine Eishockey-Ruhmeshalle der Internationalen Eishockey-Föderation IIHF. In dieser werden Spieler, Trainer und Funktionäre geehrt, die sich um den Eishockeysport verdient gemacht haben. Die Ruhmeshalle wurde im Rahmen der Weltmeisterschaft 1997 in Zürich gegründet, als die ersten 31 Eishockey-Persönlichkeiten aufgenommen wurden. Die IIHF Hall of Fame befindet sich mit einem eigenen Ausstellungsbereich in der Hockey Hall of Fame im kanadischen Toronto.

## Mitglieder der Ruhmeshalle
Seit Einführung der Ruhmeshalle wurden bis zum Jahr 2025 insgesamt 254 Mitglieder in die Ruhmeshalle aufgenommen.
| Jahr         | 1997 | 1998 | 1999 | 2000 | 2001 | 2002 | 2003 | 2004 | 2005 | 2006 | 2007 | 2008 | 2009 | 2010 | 2011 | 2012 | 2013 | 2014 | 2015 | 2016 | 2017 | 2018 | 2019 | 2020 | 2021 | 2023 | 2024 | 2025 |
| Neuaufnahmen | 31   | 30   | 29   | 7    | 6    | 8    | 8    | 12   | 6    | 6    | 12   | 7    | 5    | 5    | 6    | 5    | 6    | 6    | 6    | 6    | 6    | 6    | 6    | 6    | 1    | 7    | 7    | 7    |